# Wayward Souls
Wayward Souls est un jeu vidéo d'action-aventure développé et édité par RocketCat Games, sorti en 2014 sur iOS et Android.

## Accueil
- Canard PC : 8/10[1]
- Gamezebo : 5/5[2]
- Pocket Gamer : 10/10[3]
- TouchArcade : 5/5[4]